# Česma u Podgori
Česma u mjestu Podgori, Obala Petra Krešimira IV., općina Podgora, zaštićeno kulturno dobro.

## Opis dobra
Javna česma u Podgori izgrađena je 1898. godine na podgorskoj rivi, danas smještena između dvije stambene zgrade, uz lokalni put. Prema povijesnim izvorima, uz česmu je postojala i kamena klupa te su uz česmu zasađene topole. Krajem 20. stoljeća zatvorene su slavine s vodom na česmi, a izmijenjen je i okolni prostor. Ova česma izgrađena krajem 19. stoljeća govori o važnosti izvorske vode za naselje, koja se koristila kako za piće tako i za pranje rublja. Česma je bila i prostor komunikacije koji je imao višestruku ulogu u životu naselja kao mjesto okupljanja stanovnika i uspostavljanja različitih društvenih odnosa.

## Zaštita
Pod oznakom Z-5663 zavedena je kao nepokretno kulturno dobro - pojedinačno, pravna statusa zaštićena kulturnog dobra, klasificirano kao "javne građevine".